# Micrathena kirbyi
Micrathena kirbyi là một loài nhện trong họ Araneidae.
Loài này thuộc chi Micrathena. Micrathena kirbyi được Josef Anton Maximilian Perty miêu tả năm 1833.